# Aristolochia fontanesii
Aristolochia fontanesii là một loài thực vật có hoa trong họ Aristolochiaceae. Loài này được Boiss. & Reut. mô tả khoa học đầu tiên năm 1852.